# Богдановка (городской округ Коломна)
Богдановка — деревня в городском округе Коломна Московской области. Население — 251 чел. (2021). До 2017 года относилось к Проводниковскому сельскому поселению Коломенского района.
В 2017 году селу было 440 лет.

## Население
| 2002 | 2006 | 2010 | 2021 |
| ---- | ---- | ---- | ---- |
| 159  | ↗164 | ↗167 | ↗251 |

## Достопримечательности

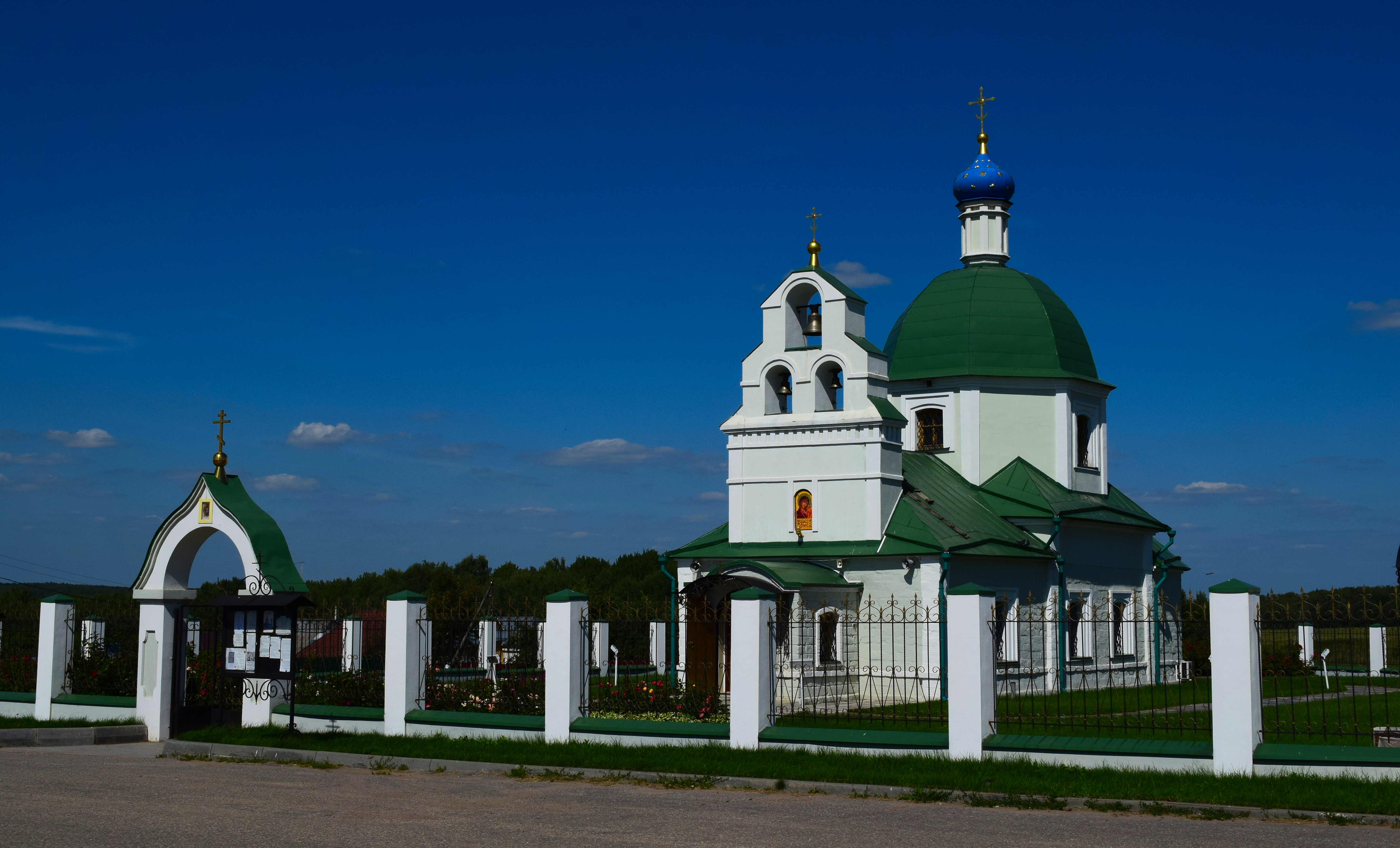
Храм Казанской иконы Божией Матери с. Богдановка

В Богдановке отреставрирован храм XVI века. Храм Казанской иконы Божией Матери — небольшой кирпичный храм типа восьмерик на четверике в духе провинциального барокко, интересный стенообразной звонницей. Выстроен на средства Желтухиных. В середине XX века венчания церкви сломаны, сама она сильно перестроена. Восстанавливается с 2003 года.

## Предприятия
В селе восстановлен совхоз.
По выходным работает клуб.

## История
Деревня Богдановка (ранее село Богдановское), расположенная на берегу реки Осенки, возникла в середине XVII в. Село было названо по имени владельца — помещика Богдана Григорьевича Желтухина.

## Люди, связанные с деревней
Архиепископ Моисей — епископ Русской православной церкви
Куликов Николай Васильевич — начальник управления безопасности Правительства Москвы, на его личные пожертвования была восстановлена церковь Казанской иконы Божией Матери в селе.